# Colina, São Paulo
Colina är en kommun i delstaten São Paulo i södra Brasilien. Befolkningen i kommunen uppgick år 2014 till cirka 18 000 invånare. Colina är Brasiliens "hästhuvudstad" och där finns bland annat den stora hästranchen Estação Experimental de Zootecnia. Sommarens stora festlighet är Festa do Cavalo.